# Чекон, Роберто
Роберто Чеко́н (итал. Roberto Cecon; род. 28 декабря 1971 года) — итальянский прыгун с трамплина, двукратный призёр чемпионатов мира по полётам. Самый успешный прыгун в истории Италии

## Карьера
В Кубке мира Роберто Чекон дебютировал через два дня после семнадцатилетия 30 декабря 1987 на первом этапе Турне четырёх трамплинов в Оберстдорфе, где занял 54-е место. В конце того же сезона набрал первые очки на этапе в Планице, став 12-м.
В январе 1989 года в Шамони стал вторым, завоевав первый подиум, а через год на домашнем этапе в Предаццо одержал свою первую победу в карьере.
В 1992 году на чемпионате мира по полётам в чешском Гаррахове завоевал бронзовую медаль, а спустя месяц дебютировал на Олимпийских играх, где занимал места лишь в четвёртом десятке.
Наиболее успешным сезоном в карьере итальянца оказался сезон 1994/95. Он одержал три победы на этапах Кубка мира и стал вторым в общем зачёте, что остаётся рекордным показателем для итальянских прыгунов.
За свою карьеру Чекон принимал участие в четырёх Олимпиадах и восьми чемпионатах мира, но медалей на этих турнирах не завоёвывал.
После завершения карьеры занимался тренерской деятельностью. В 2006—2008 годах был главным тренером сборной Италии. Сын Роберто Чекона Федерико также прыгун с трамплина, участник Олимпиады в Пхёнчхане.

## Победы на этапах Кубка мира (6)
| № | Дата            | Место        | Трамплин                 |
| - | --------------- | ------------ | ------------------------ |
| 1 | 16 февраля 1990 | Предаццо     | нормальный трамплин К-90 |
| 2 | 24 марта 1990   | Планица      | большой трамплин К-120   |
| 3 | 9 марта 1994    | Эрншёльдсвик | нормальный трамплин К-90 |
| 4 | 14 января 1995  | Энгельберг   | большой трамплин К-120   |
| 5 | 15 января 1995  | Энгельберг   | большой трамплин К-120   |
| 6 | 4 февраля 1995  | Фалун        | нормальный трамплин К-90 |

## Выступления на Олимпийских играх
| Игры                | Нормальный трамплин | Большой трамплин | Командный турнир |
| ------------------- | ------------------- | ---------------- | ---------------- |
| Альбервиль 1992     | 37                  | 32               | 13               |
| Лиллехаммер 1994    | 19                  | 16               | 8                |
| Нагано 1998         | 32                  | 22               | —                |
| Солт-Лейк-Сити 2002 | 19                  | 19               | —                |

## Выступления на чемпионатах мира
| Игры                | Нормальный трамплин | Большой трамплин | Командный турнир |
| ------------------- | ------------------- | ---------------- | ---------------- |
| Лахти 1989          | 9                   | 11               | 10               |
| Валь-ди-Фьемме 1991 | 54                  | 32               | 9                |
| Фалун 1993          | 15                  | 14               | —                |
| Тандер-Бей 1995     | 37                  | 8                | —                |
| Тронхейм 1997       | 35                  | 33               | —                |
| Рамзау 1999         | 36                  | 21               | —                |
| Лахти 2001          | 40                  | 18               | —                |
| Валь-ди-Фьемме 2003 | 23                  | 26               | 10               |